# Папандреу, Георгиос (младший)
Гео́ргиос Папандре́у-мла́дший (греч. Γεώργιος Παπανδρέου (νεότερος); род. 16 июня 1952, Сент-Пол, Миннесота, США) — греческий политический и государственный деятель. В прошлом — премьер-министр Греции (2009—2011), президент Социалистического интернационала (2006—2022).
Его отец и дед также были премьер-министрами Греции.

## Ранняя биография
Родился в Сент-Поле, штат Миннесота, в семье Андреаса Папандреу, преподававшего в то время в местном университете. Его мать — американка по происхождению, Маргарет Папандреу, урождённая Чант. Прадедом Георгиоса-младшего, тестем его деда и тёзки Георгиоса-старшего был повстанец и инженер Зыгмунт Минейко. Георгиос Папандреу обучался в Амхерстском колледже (где его соседом по общежитию был Антонис Самарас), Стокгольмском университете, Лондонской школе экономики и политических наук и Гарвардском университете. После падения в Греции режима военной диктатуры семья Папандреу вернулась на родину, где Андреас Папандреу быстро стал одним из самых влиятельных политиков.

## Политическая карьера
Георгиос Папандреу присоединился к партии ПАСОК, возглавляемой его отцом, в 1984 был впервые избран в Центральный Комитет партии. С 1981 Георгиос Папандреу неизменно избирался в парламент Греции. Неоднократно входил в правительства под руководством отца. Заместитель статс-секретаря при министерстве культуры в 1985. Министр образования и по делам религии в 1988—1989, и вновь в 1994—1996. Заместитель министра иностранных дел в 1993—1994.
После смерти отца продолжил карьеру в правительстве и партии ПАСОК. В первом кабинете Константиноса Симитиса занял пост заместителя министра иностранных дел в 1996—1999. В 1999 получил портфель министра иностранных дел и одновременно губернатора Святой горы Афон, и оставался на этих постах вплоть до отставки социалистического правительства в 2004. В 2004 также занимал пост полномочного министра по координации проведения Летних Олимпийских игр 2004 в Афинах.
В 2004 году Георгиос Папандреу был избран председателем ПАСОК. Два раза подряд партия под его руководством терпела поражение на всеобщих выборах 2004 и 2007 годов. По результатам досрочных выборов 4 октября 2009 партия одержала уверенную победу и получила право сформировать однопартийное правительство.

## Премьер-министр Греции

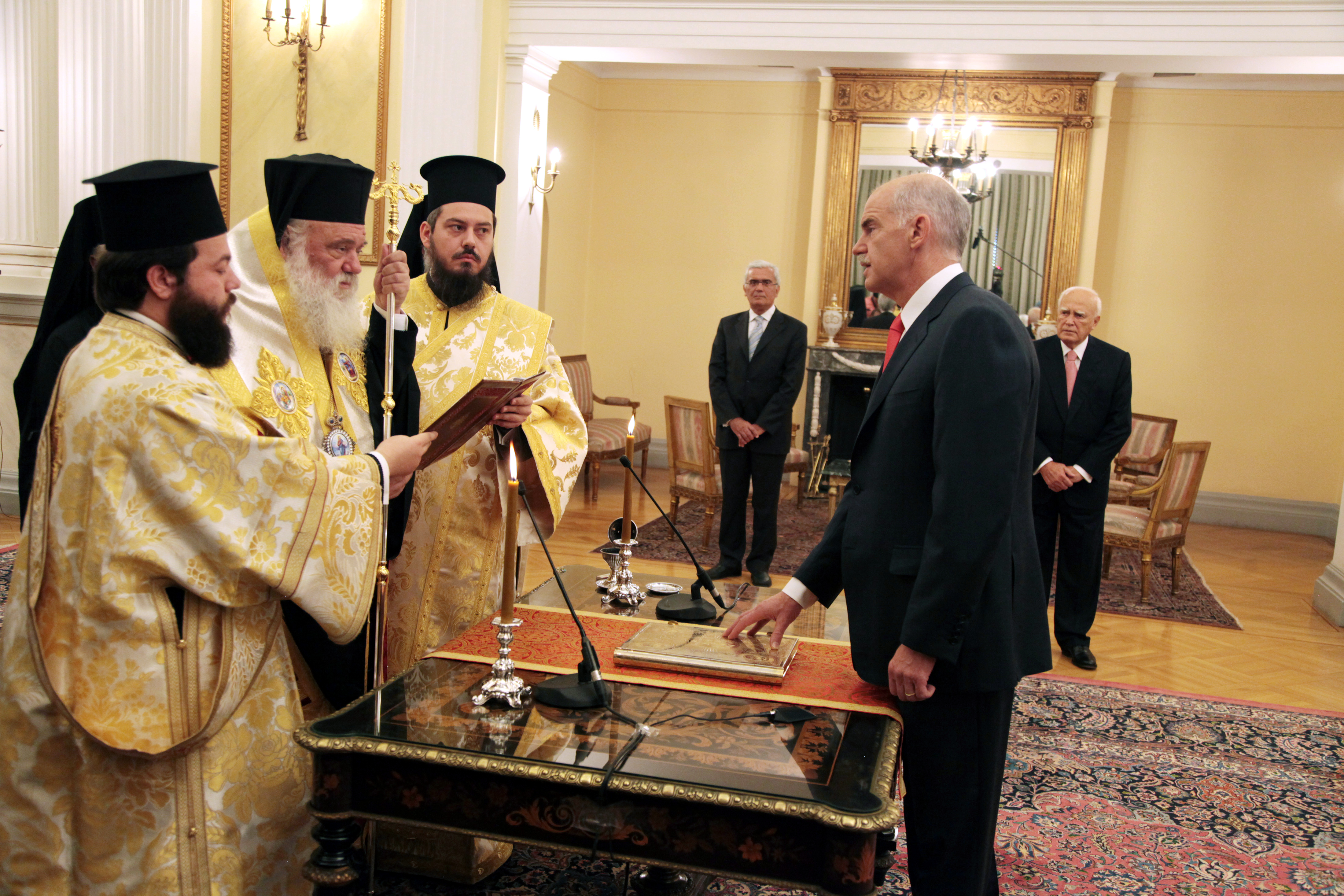
Принесение присяги 6 октября 2009 года

6 октября 2009 года Георгиос Папандреу принёс присягу в качестве нового премьер-министра страны. Присягу принял предстоятель Греческой православной церкви архиепископ Иероним II в присутствии президента Греции Каролоса Папульяса.
В тот же день был обнародован состав нового правительства, в котором Георгиос Папандреу оставил за собой должность министра иностранных дел и губернатора Святой горы Афон.
7 сентября 2010 года покинул должность министра иностранных дел Греции, его преемником стал его однопартиец Димитриос Друцас.
11 ноября 2011 года официально объявил о своей отставке с поста главы правительства.
3 января 2015 года Папандреу с несколькими соратниками, покинув ряды ПАСОК, объявил о создании новой партии Движение демократических социалистов (КИДИСО).

## Награды
- Великий офицер ордена Трёх звёзд (14 октября 2004 года, Латвия)[5]